# Jorge Serrano Villalobos
Jorge Serrano Villalobos (* 30. Juni 1997 in Villaviciosa de Odón) ist ein spanischer Handballspieler. Der 1,80 m große rechte Außenspieler spielt seit 2025 für den spanischen Erstligisten Recoletas Atlético Valladolid und steht zudem im erweiterten Aufgebot der spanischen Nationalmannschaft.

## Karriere

### Verein
Jorge Serrano begann beim AD BM Villaviciosa de Odón in der Autonomen Gemeinschaft Madrid mit dem Handballspielen. Zur Saison 2014/15 wechselte er zum spanischen Drittligisten BM Carabanchel in Madrid, wo er in seiner ersten Spielzeit auch bei den Erwachsenen eingesetzt wurde. In seiner zweiten Saison verhalf er der Männermannschaft mit 204 Toren zum Aufstieg in die zweite spanische Liga. Daraufhin nahm ihn zur Saison 2016/17 der Erstligist Recoletas Atlético Valladolid unter Vertrag. Bestes Ergebnis in der Liga Asobal war ein siebter Platz in der Saison 2018/19. In der Spielzeit 2020/21 wurde Serrano mit 217 Toren in 34 Spielen Torschützenkönig.
Nach insgesamt 518 Treffern in 130 Ligaspielen für Valladolid wechselte der Rechtsaußen zur Saison 2022/23 zum deutschen Bundesligisten TVB 1898 Stuttgart, wo er einen Vertrag über zwei Jahre unterzeichnete.
Im Sommer 2025 kehrte er nach Valladolid zurück. Er unterschrieb einen Zwei-Jahres-Vertrag mit Recoletas Atlético Valladolid.
| Saison    | Liga              | Verein                        | Spiele | Tore |
| --------- | ----------------- | ----------------------------- | ------ | ---- |
| 2016/2017 | División de Honor | Recoletas Atlético Valladolid | 29     | 042  |
| 2017/2018 | División de Honor | Recoletas Atlético Valladolid | 30     | 068  |
| 2018/2019 | División de Honor | Recoletas Atlético Valladolid | 08     | 022  |
| 2019/2020 | División de Honor | Recoletas Atlético Valladolid | 06     | 014  |
| 2020/2021 | División de Honor | Recoletas Atlético Valladolid | 34     | 217  |
| 2021/2022 | División de Honor | Recoletas Atlético Valladolid | 23     | 155  |
| 2022/2023 | Bundesliga        | TVB 1898 Stuttgart            | ?      | ?    |
| 2023/2024 | Bundesliga        | TVB 1898 Stuttgart            | ?      | ?    |
| 2024/2025 | Bundesliga        | TVB 1898 Stuttgart            | 31     | 066  |
| 2025/2026 | División de Honor | Recoletas Atlético Valladolid |        |      |

### Nationalmannschaft
Serrano stand im November 2016 und Mai 2017 in sechs Spielen im Aufgebot der spanischen Juniorennationalmannschaft, in denen er zehn Tore warf.
In der spanischen A-Nationalmannschaft debütierte er am 14. April 2022 bei der 33:44-Niederlage gegen Olympiasieger Frankreich in Paris. Bei den Mittelmeerspielen 2022 errang er mit Spanien die Goldmedaille. Bis Juli 2022 bestritt er acht Länderspiele, in denen er 29 Tore erzielte.